# Anzani (British), 100 hp
Anzani (British), 100 hp byl letecký motor vyráběný britskou pobočkou British Anzani Engine Co. Ltd. francouzské firmy Anzani, sídlící ve Willesdenu (později byla přemístěna do Kingston-on-Thames v hrabství Surrey).
Celkem bylo vyrobeno 125 motorů, které mj. poháněly letouny Blackburn White Falcon, Handley Page G, Supermarine P.B.31E Nighthawk či Sopwith Grasshopper.

## Technická data
- Typ: čtyřdobý zážehový vzduchem chlazený dvouhvězdicový desetiválec, s přímým náhonem na levotočivou tažnou (popř. pravotočivou tlačnou) vrtuli
- Vrtání válce: 105 mm
- Zdvih pístu: 145 mm
- Celková plocha pístů: 866 cm²
- Zdvihový objem motoru: 12 555 cm³
- Kompresní poměr: 4,48
- Rozvod: dvouventilový
- Zapalování: dvěma zapalovacími magnety
- Příprava palivové směsi: jedním karburátorem Zenith 42 D.E.F.
- Hmotnost suchého motoru: 180,5 kg
- Výkon motoru
  - 100 hp (74,5 kW) při 1200 ot/min
  - 105 hp (78,3 kW) při 1300 ot/min